# ويليام بي. وولف
ويليام بي. وولف هو قاضي ومحامي وسياسي أمريكي، ولد في 1 ديسمبر 1833، وتوفي في 19 سبتمبر 1896. نشط حزبياً في الحزب الجمهوري. وقد انتخب عضو مجلس ولاية آيوا ‏ وانتخب عضو مجلس نواب ولاية آيوا ‏ وانتخب عضو مجلس النواب الأمريكي ‏.